# El Paso, ville sans loi
Pour plus de détails, voir Fiche technique et Distribution.
El Paso, ville sans loi (El Paso) est un film américain réalisé par Lewis R. Foster, sorti en 1949.

## Fiche technique
- Titre original : El Paso
- Titre français : El Paso, ville sans loi
- Réalisation : Lewis R. Foster
- Scénario : Lewis R. Foster, J. Robert Bren (en) et Gladys Atwater
- Directeur de la photographie : Ellis W. Carter
- Montage : Howard A. Smith
- Pays d'origine :  États-Unis
- Format : Couleurs - 1,37:1 - Mono
- Genre : western
- Date de sortie : 5 août 1949
- Affiche : Boris Grinsson (France)

## Distribution
- John Payne (VF : Raymond Loyer) : Clay Fletcher
- Gail Russell : Susan Jeffers
- Sterling Hayden (VF : Jean-Henri Chambois) : Bert Donner
- Gabby Hayes (VF : Raymond Rognoni) : Pesky Tees
- Dick Foran (VF : Émile Drain) : Shérif La Farge
- Eduardo Noriega (VF : Stéphane Audel) : Don Nacho Vázquez
- Henry Hull (VF : Serge Nadaud) : Juge Henry Jeffers
- Mary Beth Hughes : Nellie
- H. B. Warner (VF : Georges Spanelly) : Juge Fletcher
- Robert Ellis : Jack Elkins
- Catherine Craig : Mme Elkins
- Arthur Space (VF : Abel Jacquin) : John Elkins
- Steven Geray : Mexican Joe

Acteurs non crédités
- Irving Bacon : passager
- Argentina Brunetti : la femme de Don Nacho
- Lane Chandler : justicier
- Nacho Galindo : Fernando
- Don Haggerty : shérif-adjoint
- John Hart (VF : Ulric Guttinger) : Mr Ritter
- Reed Howes : M. Wilkes
- John Merton : Dutch
- Jack Perrin : pilier de bar
- Jesse Graves (VF : Georges Hubert) : Corbeau, le majordome de Seton
- Merrill McCormick : pilier de bar
- Denver Pyle : justicier
- Dewey Robinson : Sam
- Harry Tenbrook : pilier de bar
- Renata Vanni : Lupita Montez
- Pierre Watkin (VF : Allain Dhurtal) : Mr. Seton
- Dan White : homme de main
- Lee 'Lasses' White (VF : Paul Forget) : Ben, le cocher de la diligence
- Chief Yowlachie (VF : Alfred Argus) : Paiute Pete